# Hieracium lividum
Hieracium lividum es una especie de planta con flor del género Hieracium, de la familia Asteraceae, orden Asterales.

## Distribución
Hieracium lividum se distribuye por Francia, España y Andorra.

## Taxonomía
Fue descrita científicamente por Arv.-Touv.